# McHenry megye (Illinois)
McHenry megye az Amerikai Egyesült Államokban, azon belül Illinois államban található. Megyeszékhelye Woodstock, legnagyobb városa Crystal Lake. Lakosainak száma 310 229 fő (2020. április 1.). McHenry megye Walworth, Kenosha, Lake, Cook, Kane, DeKalb és Boone megyékkel határos.

## Népesség
A megye népességének változása:
| Lakosok száma | 309 181 | 307 913 | 307 729 | 307 409 | 307 343 | 310 229 |
|               | 2010    | 2011    | 2012    | 2013    | 2015    | 2020    |